# 石山桂花
石山桂花（学名：Osmanthus fordii）为木犀科木犀属下的一个种。

## 扩展阅读
- 維基物種上的相關：石山桂花